# Murlikant Petkar
Murlikant Petkar es un deportista indio que compitió en natación adaptada. Ganó una medalla de oro en los Juegos Paralímpicos de Heidelberg 1972 en la prueba de 50 m libre (clase 3).

## Palmarés internacional
| Juegos Paralímpicos | Juegos Paralímpicos | Juegos Paralímpicos | Juegos Paralímpicos |
| Año                 | Lugar               | Medalla             | Prueba              |
| ------------------- | ------------------- | ------------------- | ------------------- |
| 1972                | Heidelberg (RFA)    | Medalla de oro      | 50 m libre 3        |